# Линеен кораб проект на инженер Гаврилов
Линеен кораб проект на инженер Гаврилов (на руски: Линкор проекта инженера Гаврилова) е проект за руски линеен кораб-свръхдредноут, подготвен от инженера-корабостроител И. А. Гаврилов през 1914 г. Явява се най-големият по размери и водоизместимост проект за линкор в дореволюционна Русия, а също така и един от най-мощните проекти за линейни кораби от времето на Първата световна война.

## История на създаването
Освен Путиловската корабостроителница и Главното Управление по Корабостроене (ГУК), с проект за свръхлинкор се занимава и ревелската корабостроителница на Руско-Балтийския завод. Проектът е разработен под ръководството на техническия директор Иван Александрович Гаврилов. Работите започват през юни 1914 г., и се основават на предварително задание от края на 1913 г., което се препоръчва да бъде следвано максимално пълно, тъй като подробното задание на Морския Генерален Щаб (МГЩ) е засекретено.

## Описание конструкции
Общата концепция на кораба представлява типът „пределен линкор“, т.е. свръхдредноута, притежаващ характеристиките на границата на достижимото.
Корабът има много големи, за своето време, размери: 265х34,4х9,15 метра, например такива размери имат линкорите от типа „Ямато“.
За проекта са избрани изключително мощни параметри на въоръжението: шестнадесет 406-мм оръдия на главния калибър с дължина на ствола 45 калибра в четири кули – предположително, оръдията на Обуховския завод – и двадесет и четири 152-мм оръдия на противоминния калибър в каземати (по дванадесет на борд) – вероятно, система Кане или по-съвременните, към този момент, руски оръдия 6"/52 проект на завода „Навал“ (както е в по-късния проекта на В.П. Костенко). Такова въоръжение съответства на концепцията на руските корабостроители: максималното възможно артилерийско насищане и висока скорост на корабa в ущърб на бронирането (другите проекти с такъв размер имат по-мощно брониране при по-ниска скорост на хода, впрочем, в проекта на Гаврилов бронирането (виж по-долу) е трудно да се нарече слабо). Общото тегло на бордовия залп на този линкор, при маса на снаряда 1116 – 1117 кг, съставлява от 17856 кг до 17872 кг. Теглото на бордовия залп при най-близките конкуренти съставлява: за „Куин Елизабет“ 6968 кг, за „Байерн“ 6000 кг, за „Нагато“ – 8000 кг, и едва при корабите от Втората световна война показателите са близки: за „Ямато“ – 13140 кг, за „Монтана“ – 15000 кг.
Двигателната им установка е четиривална, предполага се използването на турбини с „трансформати на Фетингер“. Турбините се намират в четири независими отсека. Планира се използването на два типа котли – със смесено въглищно-нефтено отопление и чисто нефтени. Максималната скорост съставлява 30 възела, икономичната – 14 възела.
Бронирането, относително другите проекти (в т.ч. и чуждестранните), е относително слабо. Обаче именно в бронирането се намират основното нововъведение. Корабът има много тънки бордове – само 50 мм, но при това вътрешния брониран пояс, съставен на цитаделата, и вървящ от долната до средната палуби, има дебелина 300 мм. Планира се, че във външния брониран слой ще се задействат бронебойните накрайници на снарядите, а вече основният пояс непосредствено ще спира самите снаряди, т.е. тази система за защита е в пъти по-ефективна, отколкото еквивалентния по дебелина, но плътен 350-мм пояс. Близо към дъното, от долния край на основния броневи пояс, върви броневи скос с дебелина 250 мм, изтъняващ при борда до 150 мм. Общата дебелина на трите бронирани палуби съставлява 108 мм: горна палуба от 37 мм, средна вътре в цитаделата 63 мм, зад нейните предели – 19 мм, а долната (само вътре в цитаделата) – 8 мм. Над и под основния броневи пояс вървят 25-мм прегради, долната при това изпълнява функцията на противоторпедна. Кулите са напълно еднотипни с тези, които има в проекта за линкор на инженер Бубнов: чело, страници и тил на кулите по 400 мм, предна наклонена част на покрива 200 мм, задна хоризонтална 250 мм, барбети над горната палуба са 375 мм, под нея – 250 мм.
Концепцията за бронезащита на линкора на инженер Гаврилов е доста необикновена за 1914 г., впрочем, аналогична схема на брониране се използва при линкорите от по-късно време, в т.ч. и чуждестранни.

## Оценка на проекта
Имайки чрезвичайно мощна артилерия на главния калибър, висока скорост на хода и огромни размери, корабът, също така, има и достатъчно мощна, за Първата световна война, бронезащита (проектите на други кораби, такива като германския по-късен „L-20“, имат примерно съпоставима бронезащита, по някои показатели даже по-слаба), особено що се касае до поясната броня. Обаче за торпедни атаки (преди всичко от подводни лодки) корабът, поради своите размери и разработената противоторпедна защита, е много уязвим. В проектът е заложен голям потенциал за последващи модернизации – преди всичко, разбира се, поради неговите огромни размери. В проекта са под въпрос скоростта на кораба, тъй като за достигането на 30 възла ще са необходими много мощни машини (впрочем, даже и корабът да беше построен и да има 25-възлов ход, той, въпреки всичко, щеше да бъде пред много от другите линкори от онзи период по скорост), а също и явно занижената, за такива размери, водоизместимост – 45 000 тона, сравнимо с размерите на 73 000-тонния „Ямато“. Съдейки по всичко, грешката във водоизместимостта се свежда към заниженото газене от 9,15 метра, чието достигане, при такива размери, е доста проблематично. Реалната водоизместимост щеше да съставя не по-малко от 75 000 тона. В случай на построяването му (впрочем, такива планове не съществуват – за разлика от възможното залагане на проектите на Бубнов и Костенко; промишлеността едва ли щеше да бъде в състояния до 1920 години да осигури построяването на такива огромни кораби) Русия щеше да има в свое разпореждане най-мощния кораб в света – ако не се взема под внимание аналогичният проект на американския инженер Тилман.